# Die Spur (Skulptur)

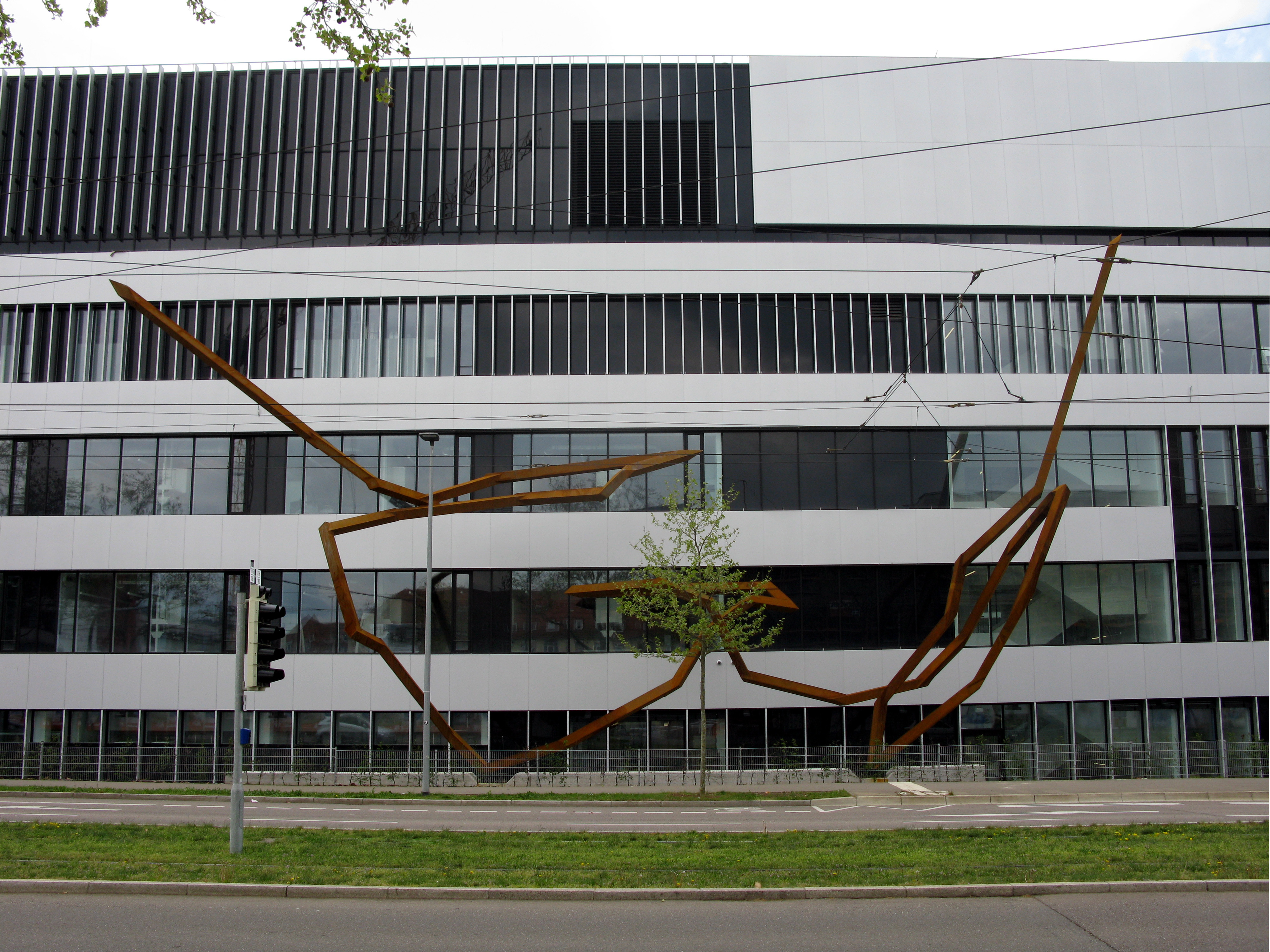
Robert Schad, Die Spur vor dem Institute for Disease Modelling and Targeted Medicine (IMITATE) in Freiburg

Die Skulptur Die Spur schuf Robert Schad 2018 für das „Institute for Disease Modelling and Targeted Medicine“ (IMITATE) des Universitätsklinikums Freiburg. Aufgestellt wurde sie in Anwesenheit des Künstlers Ende April 2021 zwischen dem Institutsgebäude und dem Gehweg der Breisacher Straße 113 im Stadtteil Stühlinger von Freiburg im Breisgau. Das Institut, das noch 2021[veraltet] bezogen werden soll, will mittels Datenanalyse individuelle Therapien entwickeln.

## Entwurf und Fertigung
Schad gewann mit dem Entwurf, der eine Lebenslinie symbolisiert, im Juni 2018 den Wettbewerb der Kunstkommission Baden-Württemberg, an dem sich elf Künstlerinnen und Künstler beteiligt hatten. Der Landesbetrieb Vermögen und Bau Baden-Württemberg, muss etwa 1 % der Bausumme in Kunst am Bau investieren, das sind in diesem Fall knapp 200.000 Euro. Die Spur besteht aus Corten-Vierkantstahl (250 Millimeter) und ist etwa 13,80 Meter hoch, 27,90 Meter lang und 6,40 Meter breit und wiegt etwa 14,5 Tonnen. An zwei Stellen ist das Objekt mit dem Fundament verschraubt, das zehn Meter tief im Boden mit Stahlpfählen verankert ist. Dazu gehören zwölf Kuben gleichen Durchmessers, die im Gebäudeinneren an unterschiedlichen Orten platziert sind. Gefertigt wurde das Kunstwerk in einer Stahlbaufirma in Maia (Portugal), mit der Schad seit 2007 zusammenarbeitet.

## Aufbau
Robert Schad, der bis 1996 in Freiburg lebte, hätte beinahe von seinem aktuellen Wohnort Larians-et-Munans in der Nähe von Besançon zum Aufbau nicht anreisen können, da Frankreich in der Covid-19-Pandemie als Hochinzidenzgebiet galt. In Rücksprache mit Regierungskreisen in Stuttgart fand sich doch eine legale Lösung und Schad konnte mit den portugiesischen Arbeitern, die er in der gemeinsamen Unterkunft in Hofsgrund auch bekochte, zwischen dem 20. und 26. April die Monumentalplastik aus sieben Teilen aufbauen. Die SPD-Landtagsabgeordnete Gabi Rolland sowie Wulf Daseking, Stadtplaner im Ruhestand besuchten Schad auf der Baustelle.

## Galerie

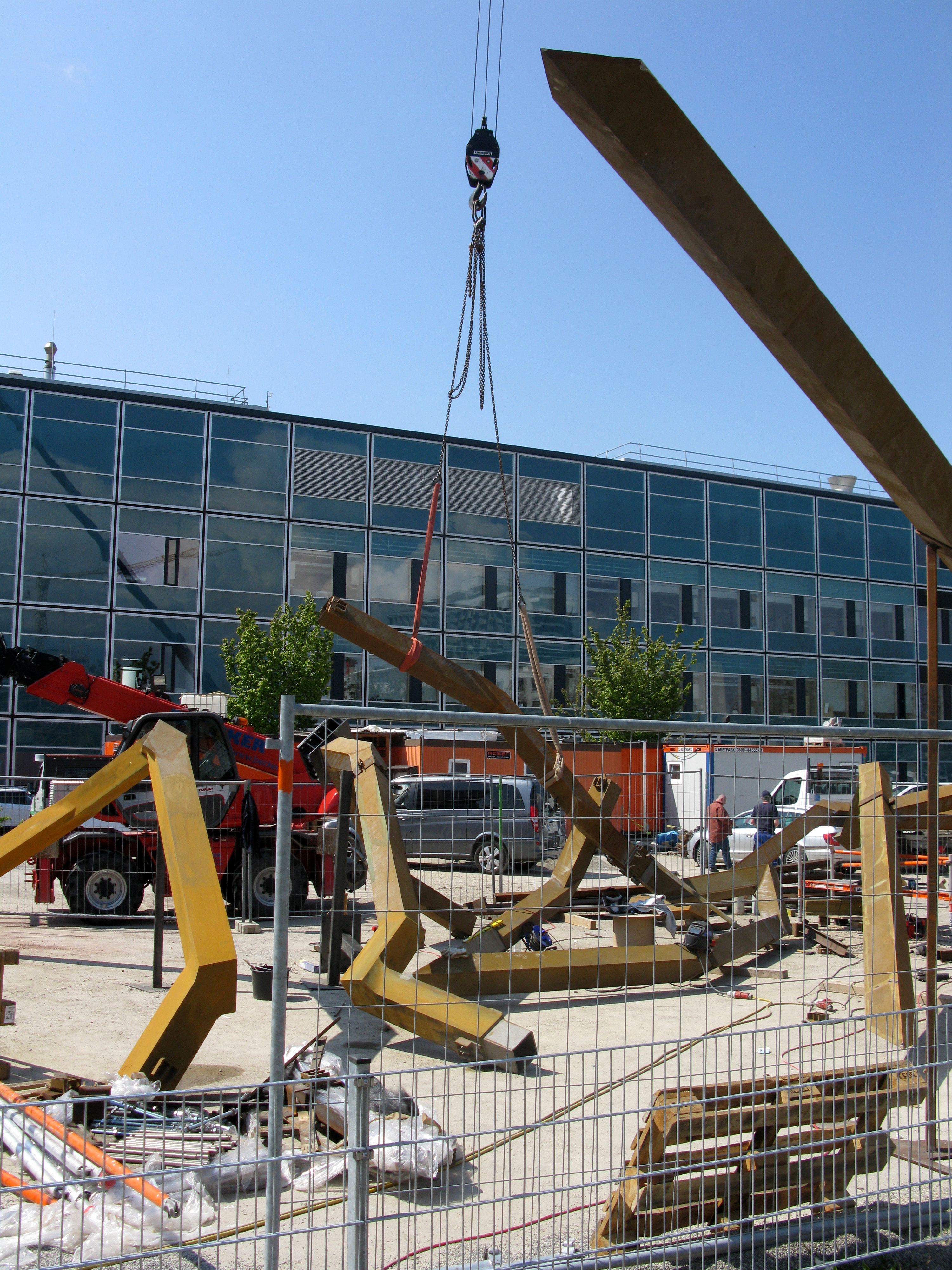
Aufbau
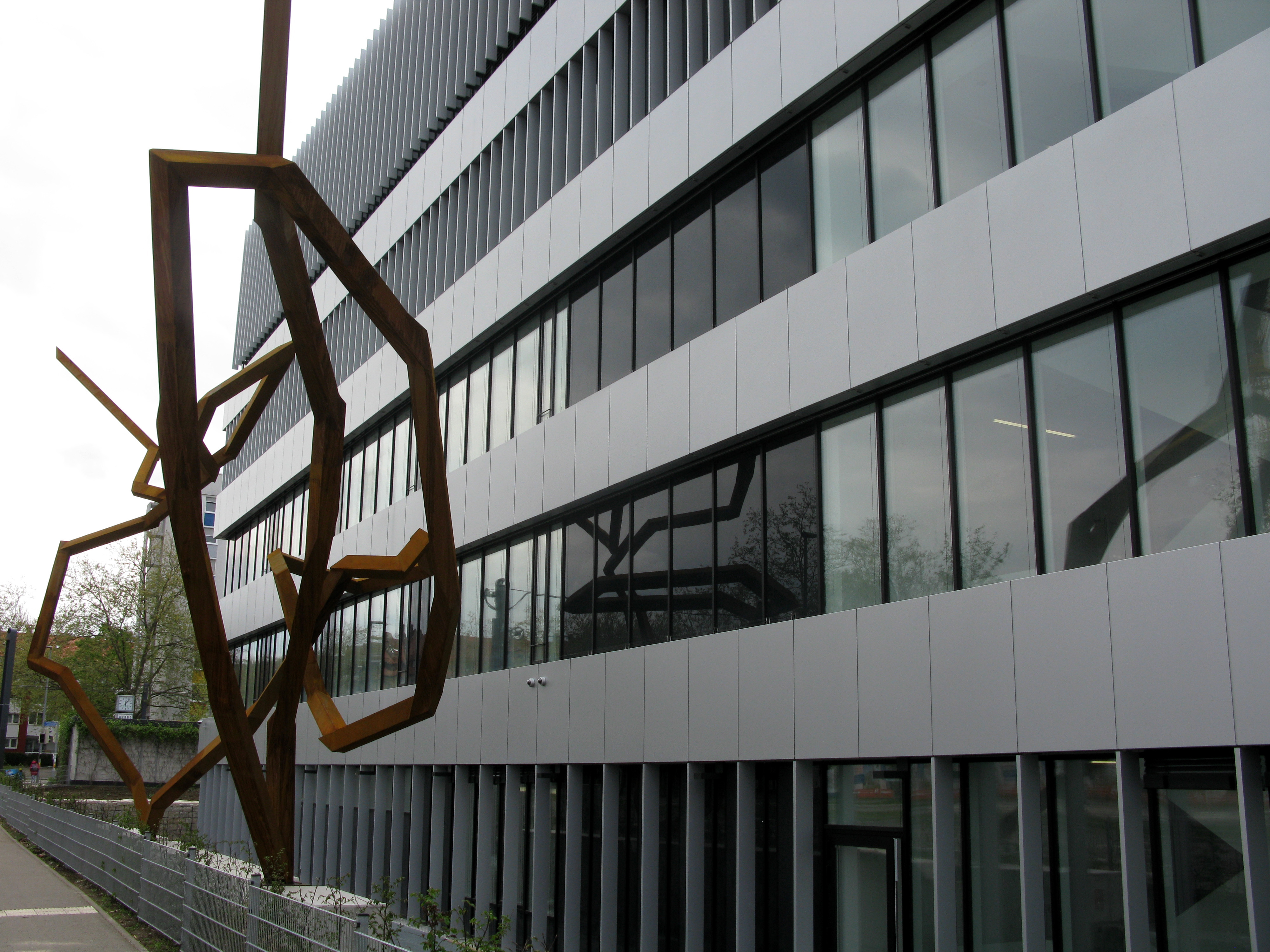
Position
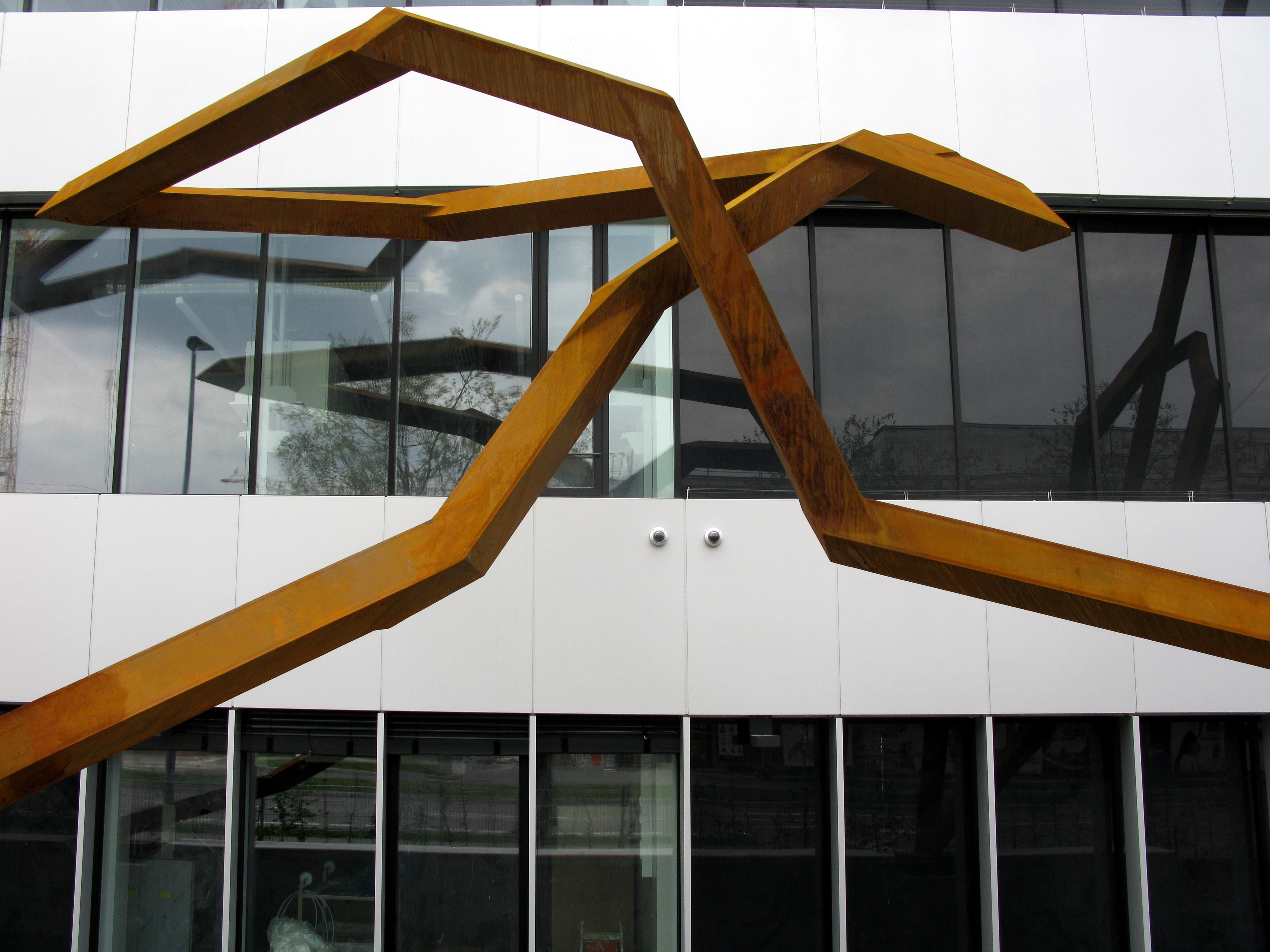
Detail